# ヒルトン・ワールドワイド
ヒルトン ワールドワイド（Hilton Worldwide）は、アメリカ合衆国のホテル企業である。コンラッド・ヒルトンにより、1919年5月に創業された。本社はバージニア州タイソンズにあり、2020年6月時点では世界118の国と地域に6,215のプロパティを所有し、部屋は983,465にのぼる。フォーブス誌によると、2013年12月の上場前、ヒルトン ワールドワイドはアメリカ36位のプライベートカンパニーだった。2018年現在、ヒルトン ワールドワイドの主要株主は海航集団、ブラックストーン・グループ、ウエリントン・マネージメントである。